# رزگ (بیرجند)
رزگ یک منطقهٔ مسکونی در ایران است که در دهستان باقران واقع شده‌است. براساس سرشماری مرکز آمار ایران در سال ۱۳۹۵، رزگ ۱۰۶ نفر جمعیت دارد.